# Menka
Menka is een vroeg-dynastieke koningin uit het einde van de 1e, begin 2e dynastie van Egypte. Het is niet bekend aan de zijde van welke koning (farao) zij leefde. Er is weinig over haar bekend.
De vorige Egyptische koningin was mogelijk Batires. Als opvolgster geldt eventueel Nimaathap,
Menka komt voor op een reliëf van een basaltfragment van onzekere herkomst. Daar staat haar titel in een inscriptie op gegraveerd „Maat-Hor“. Deze koninginnentitel was in het Oude Rijk algemeen aan koninginnen voorbehouden.
Menka wordt afgebeeld als een reschtopstaande voortschrijdende dame met een pelsen gewaad en met op het hoofd een schaal. Ze gaat een processie met standaarden vooraf. De Duitse egyptoloog Wolfgang Helck legt een verband met een stilistisch gelijkaardig reliëf met een onafgewerkte scène uit de stad Gebelein (Inerty), dat aan koning Chasechemoey kan worden toegeschreven. Helck vraagt zich dan ook af of beide fragmenten bij elkaar horen.

## Titels
Menka droeg als koninginnentitel:
- Zij die Horus ziet (m33t-hrw)